# Религиозный сионизм
Религиозный сионизм (ивр. ציונות דתית‎) — направление ортодоксального модернизма в иудаизме. Создано в 1850 году раввином Калишером, а затем в начале XX века разработано раввином Куком.
Во второй половине XX века главными идеологами движения были Цви-Иехуда Кук (Израиль) и Йосеф-Дов Соловейчик (США).
Ведущими представителями религиозного сионизма в Израиле в конце XX — начале XXI веков стали раввины: Шапира (1910—2007), Беркович (1908—1992), Элон, Рискин, Шерки, Амиталь, Лихтенштейн, Авинер.

## В израильском Кнессете
В Кнессете интересы религиозных сионистов длительное время представляла национально-религиозная партия МАФДАЛ (1956—2008), реорганизованная в 2008 году в партию «Еврейский дом», куда также вошли депутаты от партий «Ткума» и «Моледет». В 2023 году «Еврейский дом» слился с партией «Ха-Ихуд ха-Леуми — Ткума» в партию «Религиозный сионизм».

## Религиозно-сионистские организации
В Израиле и СНГ действуют молодёжные движения, основанные на идеологии религиозного сионизма — «Бней Акива» и «Ор Цион». В русскоязычной еврейской общине принципам религиозного сионизма следует организация «Маханаим» во главе с раввинами Дашевским и Полонским, а также образовательная сеть «Мидраша Ционит», созданная в 2002 году в Киеве и ведущая еврейскую просветительскую деятельность в Израиле и странах СНГ. В РФ действует центр еврейского религиозного образования «Тора ми-Цион», при котором работает религиозно-сионистский колель.